# Perolândia
Perolândia é um município brasileiro do estado de Goiás.
A principal causa da fundação do município foi a extração da peroba rosa, madeira largamente utilizada na construção de Brasília. A extração mineral e agricultura também contribuíram de maneira decisiva para o desenvolvimento da região. Geraldo Alves Vilela, pioneiro de Perolândia, foi quem batizou o local de Jamica, referência às três cidades próximas - Jataí, Mineiros e Caiapônia. Os defensores da homenagem às perobas acabaram ganhando e deu-se à localidade o nome definitivo de Perolândia. O Distrito foi criado em 2 de dezembro de 1971, pertencente ao município de Jataí. A criação do município aconteceu em 16 de janeiro de 1991.
Perolândia está a 420 km de Goiânia nas serras de Caiapó e Rio Verde. Tem no calcário, garimpo de pedras preciosas e na agropecuária (soja, arroz, milho, leite e gado de corte) suas principais fontes de riqueza. A produção de calcário e brita são a base da economia do município. Servido pelas GOs 516 e 220, as quais dão acesso às rodovias BR 364 e BR 158 respectivamente. Perolândia faz parte da história política brasileira como marco do fim da contenda entre civis e governo em 1925. Sua população estimada em 2010 era de 2.950 habitantes.

## Política
Em 2012, Neldes Beraldo Costa (PT) e Edivino Vilela (PMDB) venceram Solange Assis (PSDB) por uma pequena diferença de 32 votos. Em 02 de outubro de 2016 o candidato Neldes Beraldo Costa disputou a eleição para prefeito contra o candidato Jhonatta Cortez da Silva onde o então candidato Jhonatta Cortez da Silva (PSDB) sagrou-se eleito juntamente com a vice-prefeita Lucinda Freese (PDT).
Em 2020 o prefeito Jhonatta Cortez da Silva (DEM) foi reeleito tendo como vice-prefeita Grete Elisa Balz Rocha (Cidadania), derrotando Ademim Santos do (PT), fazendo ainda maioria na Câmara de Verdades do Município com 6 vereadores eleitos.